# Secsiva
Secsiva is een geslacht van rechtvleugeligen uit de familie sabelsprinkhanen (Tettigoniidae). De wetenschappelijke naam van dit geslacht is voor het eerst geldig gepubliceerd in 1869 door Walker.

## Soorten
Het geslacht Secsiva omvat de volgende soorten:
- Secsiva differens Redtenbacher, 1891
- Secsiva univitta Walker, 1869